# Секу (Њамц)
Секу (рум. Secu) насеље је у Румунији у округу Њамц у општини Биказ. Oпштина се налази на надморској висини од 563 m.

## Становништво
Према подацима из 2002. године у насељу је живело 122 становника, од којих су сви румунске националности.